# Yerevandashat (ciudad antigua)
Yervandashat (en armenio: Երվանդաշատ, ortografía clásica: Երուանդաշատ), era una ciudad y una de las capitales históricas de Armenia, que actuó como capital entre el 210 y 176 a. C. durante el dominio de la dinastía Oróntida sobre Armenia y el principio de sus sucesores: dinastía artáxida.

## Historia
Yervandashat fue construida alrededor del 210 a. C. por el último rey oróntido Orontes IV de Armenia. Se edificó en la orilla izquierda del río río Aras, cerca de la confluencia de los ríos Ajurián y Aras, en el cantón de Arsharunik de la provincia de Ayrarat del Reino de Armenia. Estaba situada entre las localidades modernas de Yervandashat y Bagaran,  en la actual Provincia de Armavir, de Armenia.
Según Moisés de Corene, Orontes fundó Yervandashat para reemplazar Armavir como su capital después de que Armavir había quedado sin agua por un cambio del río Aras.
La antigua ciudad de Yervandashat fue destruida por el ejército del rey persa Sapor II en el año 360 a. C.
El sitio arqueológico no ha sido objeto de una investigación importante, pero de manera preliminar, las fortificaciones y algunos restos de palacios han sido descubiertos.